# Hude (Oldenburg)
Hude (Oldenburg) – gmina samodzielna (niem. Einheitsgemeinde) w Niemczech, w kraju związkowym Dolna Saksonia, w powiecie Oldenburg.

## Współpraca
Miejscowości partnerskie
- Arnage, Francja
- Fiume Veneto, Włochy
- Kröpelin, Meklemburgia-Pomorze Przednie
- Nowe Miasto Lubawskie, Polska